# (9405) Johnratje
(9405) Johnratje est un astéroïde de la ceinture principale.

## Description
(9405) Johnratje est un astéroïde de la ceinture principale. Il fut découvert le 27 novembre 1994 à Ōizumi par Takao Kobayashi. Il présente une orbite caractérisée par un demi-grand axe de 2,87 UA, une excentricité de 0,07 et une inclinaison de 2,7° par rapport à l'écliptique.

## Compléments